# 김재영 (정치인)
김재영(金在暎, 1934년 12월 24일 ~ 2008년 8월 4일)은 대한민국의 정치인이다. 제11대 국회의원을 지냈다. 본관은 청도이다.

## 학력
- 1960 청구대학교 법학과 학사 졸업
- 1982 서울대학교 행정대학원 행정학 석사 졸업

## 경력
- 1971 철도청 부산지청장
- 1972 홍익회장
- 1981.04 ~ 1984.04 제11대 국회의원
- 1982 민주한국당 원내부총무
- 1985 민주한국당 사무총장
- 1987 통일민주당 김영삼 총재 특보
- 1988 통일민주당 서울시당 용산구 지구당 위원장
- 1994 신민당 서울시당 마포구 갑 지구당 위원장
- 1994 신민당 당무위원
- 1996 자유민주연합 서울시당 용산구 지구당 위원장

## 역대 선거 결과
|  | 18.57% |

|  | 16.79% |

|  | 23.03% |

|  | 18.42% |

|  | 7.52% |